# Moseushi
Moseushi (妹背牛町, Moseushi-chō) est un bourg du district d'Uryū, situé dans la sous-préfecture de Sorachi, sur l'île de Hokkaidō, au Japon.

## Géographie

### Démographie
Au 31 mars 2015, la population de Moseushi s'élevait à 3 218 habitants répartis sur une superficie de 48,64 km2.